# Mecyna mustelinalis
Mecyna mustelinalis là một loài bướm đêm trong họ Crambidae.